# Sophie Seeberg
Sophie Seeberg, ein Pseudonym, ist eine deutsche Rechtspsychologin und Schriftstellerin. Sie lebt in München.

## Leben und Werk
Über Sophie Seeberg ist in der Öffentlichkeit wenig bekannt, da sie ihre Identität mit einem Pseudonym schützt. Sie ist laut ihrem Verlag Droemer Knaur Diplom-Psychologin und arbeitet seit etwas mehr als 25 Jahren als psychologische Sachverständige für Familiengerichte, für die sie Gutachten erstellt. In ihren drei ersten Sachbüchern berichtet sie von ungewöhnlichen und skurrilen Fällen aus ihrem Arbeitsalltag. Alle drei Bücher erschienen als Taschenbücher beim Verlag Droemer Knaur, als Kindle-Ebooks und als Hörbücher bei Audible.
Das Buchblog Papiertourist beschrieb Die Schakkeline ist voll hochbegabt, ey! (2013) als gleichzeitig „humorvoll“ und „bestürzend“, jedoch „keineswegs respektlos“. Chris Popp sieht es im Online-Magazin Booknerds als „Kritik am doch eingefahrenen und bürokratisierten System, speziell in ihrem beruflichen Umfeld“ und „oftmals harsche Kritik am mangelnden Einfühlungsvermögen so mancher Kollegen“, die „durchaus dazu in der Lage [seien], das Leben eines Kindes für die Zukunft zu verbauen oder gar zu zerstören“.
Für den Hörbuchverlag Audible entwickelte Seeberg erstmals einen fiktionalen Stoff als Hörspielserie für Kinder unter dem Titel Charly und der Wunderwombat Waldemar, der nicht mit ihren Alltagserfahrungen als Psychologin verknüpft ist. Die erste Staffel erschien im Juli 2020.
Sophie Seeberg ist verheiratet.

## Veröffentlichungen
- Die Schakkeline ist voll hochbegabt, ey! Aus dem Leben einer Familienpsychologin. Knaur Taschenbuch, München 2013.  ISBN 978-3426786031.
- Die Schanin hat nur schwere Knochen! Unerhörte Geschichten einer Familienpsychologin. Knaur Taschenbuch, München 2015. ISBN 978-3426787649.
- Der Maik-Tylor verträgt kein Bio! Neues aus dem Alltag einer Familienpsychologin. Knaur Taschenbuch, München 2017. ISBN 978-3426788547.
- Wir werden das Kind schon schaukeln – ein Elternberuhigungsbuch. Topicus, München 2021. ISBN 978-2496705881.

## Hörspiel
- Charly und der Wunderwombat Waldemar. Audible Original Hörspielserie, 1. Juli 2020. Staffel 1.
- Eltern hoch zwei. Audible Original Hörspielserie, 26. Dezember 2020. Staffel 1.